# Brandy
 For alternative betydninger, se Brandy (flertydig). (Se også artikler, som begynder med Brandy)
Brandy (eng. forkortelse for brandy wine af nederlandsk brandewijn) er  betegnelsen for brændevin, der fremstilles ved destillation af vin. Brandy fra Cognac og Armagnac i Frankrig har navn efter oprindelsesstedet og er beskyttet af EU's oprindelseslovgivning. "Eau de vie" er destilleret af gærede frugter. 
Som hovedregel er brandy lagret mellem et halvt og et helt år. Destillatet modnes forskelligt fra land til land, lige som smag, farve og alkoholprocent også varierer. 
Brandy må ikke forveksles med søde likørtyper med navne som kirsebær-brandy eller abrikos-brandy.